# 南飛騨
南飛騨（みなみひだ）とは、岐阜県のほぼ中央で、飛騨地方南部およびその周辺の地域である。
飛騨地方南部は下呂市を指すが、南飛騨というとその周辺の高山市の久々野町・朝日町・高根町・一之宮町、中津川市加子母、郡上市和良町を含んでいる。